# ФК АПОЕЛ
ФК АПОЕЛ (на гръцки: ΑΠΟΕΛ Ποδόσφαιρο; съкратено от Αθλητικός Ποδοσφαιρικός Όμιλος Ελλήνων Λευκωσίας, Атлитикос Подосфирикос Омилос Елинон Левкосияс, в превод Атлетичен футболен клуб на гърците от Никозия) e професионален футболен клуб от Никозия, Кипър и е един от основателите на Кипърски футболен съюз.
АПОЕЛ е един от най-известните кипърски футболни отбори и е най-успешният с общо 27 титли, 21 купи и 13 суперкупи. Това е и първият отбор в Кипър достигнал 20 титли. Най-добрите постижения на АПОЕЛ в европейските клубни турнири е участие на четвъртфинал в Шампионска лига през сезон 2011/12, където отпада от Реал Мадрид. ФК АПОЕЛ е част от мултиспортния клуб АПОЕЛ, който е основан през 1926 г. и има отбори в други спортове като футзал, баскетбол, волейбол, плуване, боулинг, стрелба с лък, тенис на маса и колоездене.

## История

### Ранни години (1926 – 1929)
Клубът е създаден като ПОЕЛ (на гръцки език: ΠΟΕΛ; Ποδοσφαιρικός Όμιλος Ελλήνων Λευκωσίας, Подосферикос Омилос Елинон Левкосиас, Футболен клуб на гърците от Никозия) на 8 ноември 1926 г. Основаването се случва, след като група от 40 души с еднакви интереси и възгледи се събират и поставят основите на футболен отбор, който да представя гръцките жители на столицата Никозия и тяхното желание за присъединяването на Кипър към Гърция. Срещата се състои в традиционна сладкарница, собственост на Хараламбос Хаджиану, а първи президент на отбора става Гиоргиос Пулиас.
След пътуване на отбора до Александрия, Египет през 1927 г., общото събрание решава през 1928 г., че футболистите не трябва просто да показват, че са добри, но и че са отлични атлети. Взима се решение да бъде създаден и лекоатлетически отбор към футболния. Това се отразява на името, което става АПОЕЛ (А – Атлитикос). Скоро сле това са създадени и волейболен и отбор по тенис на маса.

### Първите титли (1930–те)
Кипър няма свое първенство по футбол до 1932 г. Дотогава футболните клубове играят само приятелски срещи. През 1932 г. Пезопорикос (Ларнака) организира първото неофициално първенство за острова, което е спечелено от АПОЕЛ след победа над АЕЛ Лимасол с 4:0. През 1934 г. не е постигнато съгласие между ФК Траст и Анортозис за организация на четвърто неофициално първенство. АПОЕЛ и АЕЛ Лимасол организират среща за учредяване на орган, който да ръководи развитието на футбола в страната. Събитието се случва на 23 септември 1934 г. в клуба на АПОЕЛ, където е постигнато съгласие за учредяването на Кипърска футболна федерация. Две години по-късно АПОЕЛ печели първата си официална титла. Общо пет титли са спечелени в периода 1936 – 1940 г.

### Скандал (1948)
Политиката обаче, скоро предизвиква скандал в клуба. На 23 май 1948 г. борда на клуба праща телеграма до Гръцката аматьорска атлетическа асоциация (на гръцки: Σ.Ε.Γ.Α.Σ.) с възможност за участие в годишния Общогръцки леко атлетически конкурс, като включва и пожелания, че „бунта“ е завършен. Няколко леви членове на клуба, възприемат телеграмата като политически коментар на гръцката гражданска война и се разграничават от клуба. Няколко дни по-късно, те основават Омония (Никозия), който и до днес е основен конурент на АПОЕЛ, както и има традиционна неприязън между феновете на двата отбора.

### 1955 – 1959
Още конфликти водят до пререкания за надмощие в АПОЕЛ. Атлетите на клуба често участват в национални сблъсъци. По време на 1955 – 1959 г., националните протести срещу британската колониална власт, много от атлетите и членовете на АПОЕЛ са част от ЕОКА (Национална организация на кипърските бойци). Най-ярък пример е Михалакис Караолис, който е заловен от британците и обесен. През този период футболния отбор е близо до изпадане, тъй като много от футболистите са част от националната борба.

### КНК (1963 – 1964)
АПОЕЛ бързо си възвръща силите и дебютира в европейските клубни турнири, където се изправя срещу норвежкия Йовик-Люн в турнира КЕШ. Отбора побеждава на два пъти с 6:0 и 1:0 и продължава напред, където среща Спортинг (Лисабон). От португалците отбора записва най-голямото си поражение – 1:16 и отпада от надпреварата.

### Успешно участие в пан-елинското гръцко първенство (1970–те)
Други триумфи следват клуба през 1970–те. През 1973 г. АПОЕЛ печели дубъл в местното първенство под ръководството на Панос Маркович. На следващата година става първият кипърски отбор, спасил се от изпадане от пан-елинското гръцко първенство. Това е и последния сезон, в който кипърския шампион участва в гръцката лига, поради турската окупация на острова през 1974 г.

### Оттегляне от КЕШ (1980–те)
1980–те са сравнително безрезултатни години за АПОЕЛ. Отбора печели само две титли (1980, 1986), една купа (1984) и две суперкупи (1984, 1986). През 1986 г. жребият за КЕШ утвърждава АПОЕЛ да се изправи срещу турския Бешикташ. Това е първи път, в който кипърски отбор трябва да играе срещу турски в турнирите. Правителството на Република Кипър забранява на отбора да играе срещу турския отбор и АПОЕЛ е наказан за две години от турнирите на УЕФА. Наказанието е променено на една година все пак.

### Дубъл (1990–те)
1990–те са успешно десетилетие за АПОЕЛ. Спечелени са три титли (1990, 1992, 1996), пет купи (1993, 1995, 1996, 1997, 1999) и четири суперкупи (1992, 1993, 1996, 1999). Най-успешният сезон през десетилетието е 1995/96, когато е постигнат дубъл без нито една загуба в първенството. В същия сезон и баскетболния отбор печели дубъл, правейки честването на 70-годишнина на АПОЕЛ специална.

### Формиране на дружество ФК АПОЕЛ
През 1996 г. е създадено футболно дружество АПОЕЛ. Това оказва значително влияние, защото отделя развитието на футбола от другите спортове в клуба. Това се налага поради финансовите затруднения, които изпитва отбора. Дружеството започва да оперира с капитал £600 000.

### 10 титли, 4 купи и 6 суперкупи
АПОЕЛ е най-успешният кипърски футболен отбор на 2000–те. От 2002 г. насам е спечелил десет титли (2002, 2004, 2007, 2009, 2011, 2013, 2014, 2015, 2016, 2017), четири купи (2006, 2008, 2014, 2015) и шест суперкупи (2002, 2004, 2008, 2009, 2011, 2013). През сезон 2013/14 отбора постига исторически требъл на местно ниво, а през следващия 2014/15 втория си дубъл.

### Европейски амбиции
Първият успешен поход в турнирите е през 2002 г., когато тима отпада в трети квалификационен кръг на Шампионска лига, но продължава в турнира за Купата на УЕФА, където се включва във втория кръг. Също така АПОЕЛ влиза три пъти в групите на ШЛ (2009/10, 2011/12 и 2014/15), където достига четвъртфинал през сезон 2011/12. Отборът участва и в групите на Лига Европа 2013/14.

#### 2002/03: Европейска кампания
През сезона 2002/03, АПОЕЛ впечатлява като играе десет срещи в турнирите, започвайки в Шампионската лига с финландския Флора Талин (0:0 гост, 1:0 домакин), словенския Марибор (1:2 загуба като гост, 4:2 домакин) и отпада от гръцкия АЕК (2:3 загуба като домакин, 0:1 загуба като гост) в третия квалификационен кръг. АПОЕЛ продължава в турнира за Купата на УЕФА, като отстранява австрийския Грацер (2:0 домакин, 1:1 гост), като във втория кръг е отстранен от Херта Берлин (0:1 загуба като домакин, 0:4 загуба като гост).

#### 2009/10: Групова фаза на ШЛ
Първият голям успех в турнирите е през сезон 2009/10, когато тима влиза за пръв път в груповата фаза на Шампионската лига. Дотам се стига след като елиминира Стреймур (2:0 победа като гост, 3:0 като домакин), Партизан (2:0 като домакин, 0:1 загуба като гост) и Копенхаген в плейофите (0:1 загуба като гост, 3:1 домакин). При жребия за групите, АПОЕЛ е изтеглен в група D, където са още Атлетико Мадрид, Челси и Порто. АПОЕЛ прави 0:0 срещу Атлетико като гост на стадион Висенте Калдерон, губи у дома с 0:1 от Челси, губи с 1:2 на Естадио до Драгао от Порто. В четвъртия мач отново губи от Порто с 0:1 у дома, в петия с Атлетико завършва 1:1 у дома, както и в последния с Челси на Стамфорд Бридж. Така АПОЕЛ завършва на четвърто място в групата с равен брой точки с бъдещия победител в Лига Европа – Атлетико, заради гол на чужд терен в Никозия.

#### 2011/12: Четвъртфинал в ШЛ
Най-големи успехи в турнирите, АПОЕЛ постига през сезон 2011/12. Две години след първото си участие, отбора отново влиза в групите на шампионската лига, елиминирайки по пътя си последователно КФ Скъндербеу Корча|Скъндербеу (2:0 победа като гост, 4:0 домакин), Слован (0:0 домакин, 2:0 победа като гост) и Висла Краков (0:1 загуба като гост, 3:1 домакин) в плейофната фаза. АПОЕЛ е изтеглен в група G, заедно със Зенит Санкт Петербург, Шахтьор Донецк и Порто. В първия мач, АПОЕЛ побеждава като домакин Зенит, като това е първа победа за тима в групите. Следва равенство 1:1 на Донбас Арена срещу Шахтьор и 1:1 на Драгао срещу Порто. У дома, АПОЕЛ надвива Порто с 2:1. Равенството 0:0 на Петровски със Зенит, класира тима за шестнадесетина-финалите. Там ги очаква френския Олимпик Лион. Лион печели с 1:0 на Стад де Жерланд, но като гост на АПОЕЛ губи със същия резултат. Следват дузпи, където кипърския клуб печели с 4:3 и се класира на исторически четвъртфинал. В първия двубой, отбора е домакин на Реал Мадрид, но губи с 0:3 от испанците. На реванша на Сантяго Бернабеу, АПОЕЛ успява да отбележи на два пъти, но крайния резултат е 5:2 за Реал и тима отпада.

#### 2013/14: Групова фаза на Лига Европа
АПОЕЛ започва кампанията 2013/14 в третия квалификационен кръг на шампионска лига срещу словенския Марибор. Двата отбора завършват 1:1 на ГСП, а като гост в Словения 0:0. Марибор продължава напред след гол на чужд терен.
След като е отстранен от турнира, АПОЕЛ участва в плейофния кръг на Лига Европа срещу белгийския Зьолте Варегем. Двете срещи завършват 1:1 в Белгия и 1:2 загуба в Кипър. Въпреки това, АПОЕЛ е включен след изхвърлянето на Фенербахче от турнирите заради уредени мачове от сезон 2010/11 в турската суперлига. Включването става на случаен принцип сред всички клубове, които са загубили плейофа. АПОЕЛ е изтеглен в група F, където са още Макаби Тел Авив, Айнтрахт Франкфурт и Бордо. На 19 септември 2013 г. се играе първия мач с Макаби, който приключва с нулево реми. Във втория мач, тима губи у дома с 0:3 от Айнтрахт. На Стад Шабан-Делма, Бордо вкарва за 2:1 в последната минута, но в ответния мач АПОЕЛ побеждава с 2:1. В петия двубой, тима завършва наравно 0:0 с Макаби като домакин и остава на трето място в групата на три точки зад тях. На 12 декември 2013 г. е последният мач от груповата фаза срещу Айнтрахт на Комерцбанк-Арена, който завършва 2:0 за германците. Крайното класиране изглежда така – Айнтрахт е първи с 15 точки, втори е Макаби с 11, на трето място е АПОЕЛ с 5, а на последното Бордо с 3 пункта.

#### 2014/15: Групова фаза на ШЛ
Три години след достигането до четвъртфинал, АПОЕЛ се класира за групите на шампионска лига за трети път. Тимът елиминира ХЯК Хелзинки в третия квалификационен кръг след равенство 2:2 във Финландия и победа като домакин с 2:0. В плейофите е преодолян датския Олбор след равен 1:1 навън и победа с 4:0 като домакин. В група F, АПОЕЛ е с Барселона, Пари Сен Жермен и Аякс.
В първия си мач в групата, тима губи от Барселона на Ноу Камп с 0:1, след попадение на Жерар Пике. Във втория мач, Густаво Мандука носи точка за отбора при 1:1 с Аякс у дома. В третия мач отбора губи от Пари Сен Жермен, като единствения гол вкарва Единсон Кавани, три минути преди края. В ответния двубой, АПОЕЛ губи отново със същия резултат на Парк де Пренс, като отново Кавани прави разликата. В петия двубой отбора губи от Барселона с 0:4. Лео Меси отбелязва на три пъти и става голмайстор на турнира със 74 гола. В последния мач АПОЕЛ губи отново с 0:4 този път от Аякс на Амстердам Арена и напуска турнира с една спечелена точка.

#### 2015/16: Групова фаза на Лига Европа
През сезон 2015/16, тима стига до плейофите на шампионската лига като отстранява Вардар и Митюлан, но отпада от Астана на Станимир Стоилов. В Лига Европа е част от група K, заедно с Шалке 04, Астерас и Спарта (Прага). АПОЕЛ завършва на последното място в групата с 3 спечелени точки.

#### 2016/17: Групова фаза на Лига Европа
През сезон 2016/17, АПОЕЛ отпада в плейофите на шампионската лига от датския Копенхаген като преди това отстранява Дъ Ню Сейнтс и Розенборг. Жребият отрежда отбора да бъде в група B на Лига Европа, където още са Олимпиакос, Йънг Бойс и Астана.

## Футболна академия
Академията на клуба се развива отделно от първия отбор. Тя отговаря за отборите до 21 г. по футбол, баскетбол и волейбол. Също така си има свой борд на директорите и бюджет. През годините от нея са излезли много популярни местни футболисти с принос към АПОЕЛ. Някои от тях са Маринос Сациас, Константинос Хараламбидис, Нектариос Александру, Михалис Морфис, Мариос Антониадес. Те са били част и от националния отбор на страната, като Хараламбидис и Александру са играли и в гръцката суперлига.

### Младежка лига на УЕФА
АПОЕЛ U19 участва за пръв път в групите на младежката лига на УЕФА през сезон 2014/15 в група F, с отборите на Барселона, Пари Сен Жермен и Аякс.. АПОЕЛ печели само една точка при 0:0 с Аякс у дома. Останалите пет мача са загубени. Две загуби от Барселона (2:3 у дома, 0:3 гост), две от ПСЖ (0:3 домакин, 0:6 гост), и загуба от Аякс като гост с 1:4, завършвайки на четвърто място.

## Цветове и лого
Цветовете на АПОЕЛ са син и жълт. Синьото символизира Гърция, а жълтото Византия. Логото е синьо-жълт щит с името на клуба, изписано в синьо на диагонал. След като клуба печели 20-а титла през сезона 2008/09, две звезди са добавени от горе, които символизират 20-те шампионски титли (по една звезда на десет). Освен това логото е същото от създаването на отбора.

## Стадион
От 23 октомври 1999 г. АПОЕЛ домакинства на стадион ГСП, който е с капацитет 22 859 места. Това е най-големият стадион в страната. На него домакинските си срещи играят още Омония и Олимпиакос Никозия.
Преди да се премести на този стадион, отбора играе на стадион Макарио (1978 – 1999), както и на стария ГСП (до 1978).

## Привърженици
АПОЕЛ е най-популярният отбор в Кипър. Феновете на тима са с десни политически възгледи, но не са обвързани с никоя политическа партия.
Основната фенска фракция е ПАН.СИ.ФИ (на гръцки: ΠΑΝ.ΣΥ.ΦΙ), която е създадена през 1979 г. и има представители във всички големи градове на страната, както и в други страни. ПАН.СИ.ФИ (и повечето ултраси) носят оранжеви якета и тениски. За пръв път това се появява на двубоя срещу АЕЛ Лимасол в първия кръг на сезона 1992/93. Номер 79 (годината на създаване на фракцията) е изваден от употреба в чест на ПАН.СИ.ФИ.
През сезон 2010/11 са продадени рекорден брой билети – 141 268 за домакинските срещи на отбора (15 домакинства). Средната посещаемост е рекордна 9582 през сезон 2012/13. Повече от 8000 сезонни карти са продадени за сезон 2014/15.
АПОЕЛ държи и рекорда за най-посетен домакински мач, той е срещу Омония Никозия от сезон 2002/03. 23 043 зрители наблюдават нулевото равенство на 7 декември 2002 г. Друг домакински рекорд е от 7 март 2012 г., когато четвъртфинал от шампионска лига срещу Олимпик Лион наблюдават 22 701 зрители. Той завършва с победа за АПОЕЛ 1:0 в продълженията и 4:3 при изпълненията на дузпи.
На 8 декември 2009 г., повече от 6000 фена пътуват до Стамфорд Бридж в Лондон, където АПОЕЛ и Челси правят 2:2. През сезон 2009/10 са продадени общо 244 977 билета за всички състезания – шампионат, купа и Шампионска лига.

## Състав
Последна актуализация: 22 август 2016

## Отличия
- Кипърска Първа Дивизия:
  -  Шампион (29, рекорд): 1935/36, 1936/37, 1937/38, 1938/39, 1939/40, 1946/47, 1947/48, 1948/49, 1951/52, 1964/65, 1972/73, 1979/80, 1985/86, 1989/90, 1991/92, 1995/96, 2001/02, 2003/04, 2006/07, 2008/09, 2010/11, 2012/13, 2013/14, 2014/15, 2015/16, 2016/17, 2017/18, 2018/19, 2023/24
  -  Вицешампион (20): 1940/41, 1944/45, 1945/46, 1950/51, 1953/54, 1955/56, 1962/63, 1963/64, 1966/67, 1975/76, 1976/77, 1977/78, 1978/79, 1980/81, 1984/85, 1986/87, 1987/88, 2004/05, 2007/08, 2022/23
  -  Бронзов медал (15): 1934/35, 1949/50, 1952/53, 1954/55, 1959/60, 1970/71, 1981/82, 1982/83, 1988/89, 1990/91, 1993/94, 1998/99, 1999 – 2000, 2002/03, 2005/06
- Купа на Кипър:
  -  Носител (21, рекорд): 1936/37, 1940/41, 1946/47, 1950/51, 1962/63, 1967/68, 1968/69, 1972/73, 1975/76, 1977/78, 1978/79, 1983/84, 1992/93, 1994/95, 1995/96, 1996/97, 1998/99, 2005/06, 2007/08, 2013/14, 2014/15
  -  Финалист (11): 1934/35, 1938/39, 1944/45, 1945/46, 1948/49, 1963/64, 1985/86, 1999/00, 2009/10, 2016/17, 2018/19
- Суперкупа на Кипър:
  -  Носител (15, рекорд): 1963, 1984, 1986, 1992, 1993, 1996, 1997, 2002, 2004, 2008, 2009, 2011, 2013, 2019, 2024
  -  Финалист (16): 1951, 1952, 1964, 1968, 1979, 1980, 1990, 1995, 1999, 2006, 2007, 2014, 2015, 2016, 2017, 2018

## Рекорди
Последна актуализация: 29 януари 2016
- Рекордна победа в лигата: 17:1 срещу  Арис Лимасол, 1966/67
- Рекордна загуба в лигата: 1:6 срещу  Неа Саламис, 1997/98
- Рекордна победа в европейските турнири: 6:0 срещу  Йовик-Люн[35], КНК, предварителен кръг, 1963/64, 6 – 0 срещу  ХБ Торсхавн, КНК, квалификационен кръг, 1997/98[36]
- Рекордна загуба в европейските турнири: 1:16 срещу  Спортинг Лисабон, КНК, 1-ви кръг, 1963/64[37]
- Най-много мачове без загуба в лигата: 34 – от 18 септември 1946 г. до 23 ноември 1949 г.
- Най-много последователни победи в лигата: 16 – от 21 декември 2008 г. до 11 април 2009 г.
- Най-много точки в лигата за сезон: 83 – 2015/16
- Най-много голове в лигата за сезон: 91 – 2015/16
- Рекорден брой зрители в лигата: 23 043 срещу  Омония (7 декември 2002 г.) – 2002/03
- Рекорден брой зрители в европейските турнири: 22 701 срещу  Олимпик Лион (7 март 2012 г.) – 2011/12
- Най-много мачове за клуба в лигата: 371 –  Янос Йоану
- Най-много голове за клуба в лигата: 191 –  Янос Йоану
- Най-много мачове за клуба в европейските турнири: 81 –  Нуно Мораиш
- Най-много голове за клуба в европейските турнири: 9 –  Аилтон Алмейда

## Европейски турнири
Последна актуализация: 8 декември 2017
| Състезание                 | Играни | Победи | Равенства | Загуби | ВГ  | ДГ  |
| -------------------------- | ------ | ------ | --------- | ------ | --- | --- |
| Шампионска лига            | 86     | 25     | 24        | 37     | 90  | 115 |
| Купа на УЕФА / Лига Европа | 80     | 30     | 17        | 33     | 103 | 110 |
| Купа на носителите на купи | 30     | 6      | 6         | 18     | 27  | 78  |
| ОБЩО                       | 196    | 61     | 47        | 88     | 220 | 303 |

 #Q = #Квалфикации, #PO = #Плейофи, #G = #Групова фаза, #R = #Кръг, 1/8 = четвъртфинали
| Сезон     | Състезание      | Кръг | Страна | Отбор                 | Домакин                          | Гост                             | Общ резултат                     |      |
| --------- | --------------- | ---- | ------ | --------------------- | -------------------------------- | -------------------------------- | -------------------------------- | ---- |
| 1963/64   | КНК             | Q    |        | Йовик-Люн             | 6:0                              | 1:0                              | 7:0                              |      |
|           |                 | 1R   |        | Спортинг Лисабон      | 0:2                              | 1:16                             | 1:18                             |      |
|           |                 |      |        |                       |                                  |                                  |                                  |      |
| 1965/66   | КЕШ             | Q    |        | Вердер Бремен         | 0:5                              | 0:5                              | 0:10                             |      |
|           |                 |      |        |                       |                                  |                                  |                                  |      |
| 1968/69   | КНК             | 1R   |        | Дънфърмлин Атлетик    | 0:2                              | 1:10                             | 1:12                             |      |
|           |                 |      |        |                       |                                  |                                  |                                  |      |
| 1969/70   | КНК             | 1R   |        | Лирсе                 | 0:1                              | 1:10                             | 1:11                             |      |
|           |                 |      |        |                       |                                  |                                  |                                  |      |
| 1973/74   | КЕШ             | 1R   |        | Зоря Луганск          | 0:1                              | 0:2                              | 0:3                              |      |
|           |                 |      |        |                       |                                  |                                  |                                  |      |
| 1976/77   | КНК             | 1R   |        | Ираклис               | 2:0                              | 0:0                              | 2:0                              |      |
|           |                 | 2R   |        | Наполи                | 1:1                              | 0:2                              | 1:3                              |      |
|           |                 |      |        |                       |                                  |                                  |                                  |      |
| 1977/78   | Купа на УЕФА    | 1R   |        | Торино                | 1:1                              | 0:3                              | 1:4                              |      |
|           |                 |      |        |                       |                                  |                                  |                                  |      |
| 1978/79   | КНК             | 1R   |        | Шамрок Роувърс        | 0:2                              | 0:1                              | 0:3                              |      |
|           |                 |      |        |                       |                                  |                                  |                                  |      |
| 1979/80   | КНК             | Q    |        | Болдклубен 1903       | 0:1                              | 0:6                              | 0:7                              |      |
|           |                 |      |        |                       |                                  |                                  |                                  |      |
| 1980/81   | КЕШ             | 1R   |        | Динамо Берлин         | 2:1                              | 0:3                              | 2:4                              |      |
|           |                 |      |        |                       |                                  |                                  |                                  |      |
| 1981/82   | Купа на УЕФА    | 1R   |        | Арджеш Питещ          | 1:1                              | 0:4                              | 1:5                              |      |
|           |                 |      |        |                       |                                  |                                  |                                  |      |
| 1984/85   | КНК             | 1R   |        | Сервет                | 0:3                              | 1:3                              | 1:6                              |      |
|           |                 |      |        |                       |                                  |                                  |                                  |      |
| 1985/86   | Купа на УЕФА    | 1R   |        | Локомотив София       | 2:2                              | 2:41                             | 4:6                              |      |
|           |                 |      |        |                       |                                  |                                  |                                  |      |
| 1986/87   | КЕШ             | 1R   |        | ХЯК Хелзинки          | 1:0                              | 2:3                              | 3:32                             |      |
|           |                 | 2R   |        | Бешикташ              | Оттегля се (Политически причини) | Оттегля се (Политически причини) | Оттегля се (Политически причини) |      |
|           |                 |      |        |                       |                                  |                                  |                                  |      |
| 1988/89   | Купа на УЕФА    | 1R   |        | Вележ Мостар          | 2:5                              | 0:1                              | 2:6                              |      |
|           |                 |      |        |                       |                                  |                                  |                                  |      |
| 1990/91   | КЕШ             | 1R   |        | Байерн Мюнхен         | 2:3                              | 0:4                              | 2:7                              |      |
|           |                 |      |        |                       |                                  |                                  |                                  |      |
| 1992/93   | Шампионска лига | 1R   |        | АЕК Атина             | 2:2                              | 1:1                              | 3:32                             |      |
|           |                 |      |        |                       |                                  |                                  |                                  |      |
| 1993/94   | КНК             | Q    |        | Бангор                | 2:1                              | 1:1                              | 3:2                              |      |
|           |                 | 1R   |        | Пари Сен Жермен       | 0:1                              | 0:2                              | 0:3                              |      |
|           |                 |      |        |                       |                                  |                                  |                                  |      |
| 1995/96   | КНК             | Q    |        | Нефтчи Баку           | 3:0                              | 0:0                              | 3:0                              |      |
|           |                 | 1R   |        | Депортиво Ла Коруня   | 0:0                              | 0:8                              | 0:8                              |      |
|           |                 |      |        |                       |                                  |                                  |                                  |      |
| 1996/97   | Купа на УЕФА    | 1Q   |        | Б71 Сандур            | 4:2                              | 5:1                              | 9:3                              |      |
|           |                 | 2Q   |        | Ираклис               | 2:1                              | 1:0                              | 3:1                              |      |
|           |                 | 1R   |        | Еспаньол              | 2:2                              | 0:1                              | 2:3                              |      |
|           |                 |      |        |                       |                                  |                                  |                                  |      |
| 1997/98   | КНК             | Q    |        | Хавнар Бьолтфелаг     | 6:0                              | 1:1                              | 7:1                              |      |
|           |                 | 1R   |        | Щурм Грац             | 0:1                              | 0:3                              | 0:4                              |      |
|           |                 |      |        |                       |                                  |                                  |                                  |      |
| 1999/2000 | Купа на УЕФА    | Q    |        | Левски София          | 0:0                              | 0:2                              | 0:2                              |      |
|           |                 |      |        |                       |                                  |                                  |                                  |      |
| 2000/01   | Купа на УЕФА    | Q    |        | Томори Берат          | 2:0                              | 3:2                              | 5:2                              |      |
|           |                 | 1R   |        | Клуб Брюж             | 0:1                              | 0:2                              | 0:3                              |      |
|           |                 |      |        |                       |                                  |                                  |                                  |      |
| 2002/03   | Шампионска лига | 1Q   |        | Флора Талин           | 1:0                              | 0:0                              | 1:0                              |      |
|           |                 | 2Q   |        | Марибор               | 4:2                              | 1:2                              | 5:4                              |      |
|           |                 | 3Q   |        | АЕК Атина             | 2:3                              | 0:1                              | 2:4                              |      |
| 2002/03   | Купа на УЕФА    | 1R   |        | ГАК                   | 2:0                              | 1:1                              | 3:1                              |      |
|           |                 | 2R   |        | Херта Берлин          | 0:1                              | 0:4                              | 0:5                              |      |
|           |                 |      |        |                       |                                  |                                  |                                  |      |
| 2003/04   | Купа на УЕФА    | Q    |        | Дери Сити             | 2:1                              | 3:0                              | 5:1                              |      |
|           |                 | 1R   |        | Майорка               | 1:2                              | 2:4                              | 3:6                              |      |
|           |                 |      |        |                       |                                  |                                  |                                  |      |
| 2004/05   | Шампионска лига | 2Q   |        | Спарта Прага          | 2:2                              | 1:2                              | 3:4                              |      |
|           |                 |      |        |                       |                                  |                                  |                                  |      |
| 2005/06   | Купа на УЕФА    | 1Q   |        | Биркиркара            | 4:0                              | 2:0                              | 6:0                              |      |
|           |                 | 2Q   |        | Макаби Тел Авив       | 1:0                              | 2:21                             | 3:2                              |      |
|           |                 | 1R   |        | Херта Берлин          | 0:1                              | 1:3                              | 1:4                              |      |
|           |                 |      |        |                       |                                  |                                  |                                  |      |
| 2006/07   | Купа на УЕФА    | 1Q   |        | Мурата                | 3:1                              | 4:0                              | 7:1                              |      |
|           |                 | 2Q   |        | Трабзонспор           | 1:1                              | 0:1                              | 1:2                              |      |
|           |                 |      |        |                       |                                  |                                  |                                  |      |
| 2007/08   | Шампионска лига | 1Q   |        | БАТЕ Борисов          | 2:0                              | 0:31                             | 2:3                              |      |
|           |                 |      |        |                       |                                  |                                  |                                  |      |
| 2008/09   | Купа на УЕФА    | 1Q   |        | Пелистер              | 1:0                              | 0:0                              | 1:0                              |      |
|           |                 | 2Q   |        | Цървена звезда        | 2:2                              | 3:31                             | 5:52                             |      |
|           |                 | 1R   |        | Шалке 04              | 1:4                              | 1:1                              | 2:5                              |      |
|           |                 |      |        |                       |                                  |                                  |                                  |      |
| 2009/10   | Шампионска лига | 2Q   |        | Стреймур              | 3:0                              | 2:0                              | 5:0                              |      |
|           |                 | 3Q   |        | Партизан Белград      | 2:0                              | 0:1                              | 2:1                              |      |
|           |                 | PO   |        | Копенхаген            | 3:1                              | 0:1                              | 3:2                              |      |
|           |                 | D    |        | Атлетико Мадрид       | 1:1                              | 0:0                              | N/A                              | 4-ти |
|           |                 | D    |        | Челси                 | 0:1                              | 2:2                              | N/A                              | 4-ти |
|           |                 | D    |        | Порто                 | 0:1                              | 1:2                              | N/A                              | 4-ти |
|           |                 |      |        |                       |                                  |                                  |                                  |      |
| 2010/11   | Лига Европа     | 1Q   |        | Таурас                | 3:1                              | 3:0                              | 6:1                              |      |
|           |                 | 2Q   |        | Яблонец               | 1:0                              | 3:1                              | 4:1                              |      |
|           |                 | PO   |        | Хетафе                | 1:11                             | 0:1                              | 1:2                              |      |
|           |                 |      |        |                       |                                  |                                  |                                  |      |
| 2011/12   | Шампионска лига | 2Q   |        | Скъндербеу Корча      | 4:0                              | 2:0                              | 6:0                              |      |
|           |                 | 3Q   |        | Слован Братислава     | 0:0                              | 2:0                              | 2:0                              |      |
|           |                 | PO   |        | Висла Краков          | 3:1                              | 0:1                              | 3:2                              |      |
|           |                 | G    |        | Зенит Санкт Петербург | 2:1                              | 0:0                              | N/A                              | 1-ви |
|           |                 | G    |        | Шахтьор Донецк        | 0:2                              | 1:1                              | N/A                              | 1-ви |
|           |                 | G    |        | Порто                 | 2:1                              | 1:1                              | N/A                              | 1-ви |
|           |                 | R16  |        | Олимпик Лион          | 1:0                              | 0:1                              | 1:1 (4:3 д.)                     |      |
|           |                 | QF   |        | Реал Мадрид           | 0:3                              | 2:5                              | 2:8                              |      |
|           |                 |      |        |                       |                                  |                                  |                                  |      |
| 2012/13   | Лига Европа     | 1Q   |        | Сеница                | 2:0                              | 1:0                              | 3:0                              |      |
|           |                 | 2Q   |        | Олесунс               | 2:1                              | 1:0                              | 3:1                              |      |
|           |                 | PO   |        | Нефтчи Баку           | 1:3                              | 1:1                              | 2:4                              |      |
|           |                 |      |        |                       |                                  |                                  |                                  |      |
| 2013/14   | Шампионска лига | 3Q   |        | Марибор               | 1:11                             | 0:0                              | 1:1                              |      |
| 2013/14   | Лига Европа     | PO   |        | Зьолте Варегем        | 1:2                              | 1:1                              | 2:3                              | 3    |
|           |                 | F3   |        | Макаби Тел Авив       | 0:0                              | 0:0                              | N/A                              | 3-ти |
|           |                 | F3   |        | Айнтрахт              | 0:3                              | 0:2                              | N/A                              | 3-ти |
|           |                 | F3   |        | Бордо                 | 2:1                              | 1:2                              | N/A                              | 3-ти |
|           |                 |      |        |                       |                                  |                                  |                                  |      |
| 2014/15   | Шампионска лига | 3Q   |        | ХЯК Хелзинки          | 2:0                              | 2:2                              | 4:2                              |      |
|           |                 | PO   |        | Олбор                 | 4:0                              | 1:1                              | 5:1                              |      |
|           |                 | F    |        | Барселона             | 0:4                              | 0:1                              | N/A                              | 4-ти |
|           |                 | F    |        | Пари Сен Жермен       | 0:1                              | 0:1                              | N/A                              | 4-ти |
|           |                 | F    |        | Аякс                  | 1:1                              | 0:4                              | N/A                              | 4-ти |
| 2015/16   | Шампионска лига | 2Q   |        | Вардар Скопие         | 0:0                              | 1:1                              | 1:1                              |      |
|           |                 | 3Q   |        | Митюлан               | 0:1                              | 2:1                              | 2:2                              |      |
|           |                 | PO   |        | Астана                | 1:1                              | 0:1                              | 1:2                              |      |
|           |                 |      |        |                       |                                  |                                  |                                  |      |
| 2015/16   | Лига Европа     | K    |        | Шалке 04              | 0:3                              | 0:1                              | N/A                              | 4-ти |
|           |                 | K    |        | Спарта Прага          | 1:3                              | 0:2                              | N/A                              | 4-ти |
|           |                 | K    |        | Астерас               | 2:1                              | 0:2                              | N/A                              | 4-ти |
|           |                 |      |        |                       |                                  |                                  |                                  |      |
| 2016/17   | Шампионска лига | 2Q   |        | Дъ Ню Сейнтс          | 3:0                              | 0:0                              | 3:0                              |      |
| 2016/17   | Шампионска лига | 3Q   |        | Розенборг             | 3:0                              | 1:2                              | 4:2                              |      |
| 2016/17   | Шампионска лига | PO   |        | Копенхаген            | 1:1                              | 0:1                              | 1:2                              |      |
| 2016/17   | Лига Европа     | B    |        | Астана                | 2:1                              | 1:2                              | N/A                              | 1-ви |
| 2016/17   | Лига Европа     | B    |        | Олимпиакос            | 2:0                              | 1:0                              | N/A                              | 1-ви |
| 2016/17   | Лига Европа     | B    |        | Йънг Бойс             | 1:0                              | 1:3                              | N/A                              | 1-ви |
| 2016/17   | Лига Европа     | R32  |        | Атлетик Билбао        | 2:0                              | 2:3                              | 4:3                              |      |
|           |                 | R16  |        | Андерлехт             | 0:1                              | 0:1                              | 0:2                              |      |
| 2017/18   | Шампионска лига | 2Q   |        | Ф91 Дюделанж          | 1:0                              | 1:0                              | 2:0                              |      |
|           |                 | 3Q   |        | Виторул (Констанца)   | 4:0                              | 0:1                              | 4:1                              |      |
|           |                 | PO   |        | Славия (Прага)        | 2:0                              | 0:0                              | 2:0                              |      |
|           |                 | H    |        | Реал Мадрид           | 0:6                              | 0:3                              | N/A                              | 4-ти |
|           |                 | H    |        | Борусия Дортмунд      | 1:1                              | 1:1                              | N/A                              | 4-ти |
|           |                 | H    |        | Тотнъм                | 0:3                              | 0:3                              | N/A                              | 4-ти |
|           |                 |      |        |                       |                                  |                                  |                                  |      |

1 След продължения

2 Повече голове на чужд терен

3 АПОЕЛ е включен след изхвърлянето на Фенербахче от турнирите заради уредени мачове

## УЕФА и IFFHS позиция

### УЕФА
| Място | Страна | Отбор        | Точки  |
| ----- | ------ | ------------ | ------ |
| 58    |        | Монако       | 36.549 |
| 59    |        | Трабзонспор  | 36.420 |
| 60    |        | Генк         | 36.000 |
| 61    |        | АПОЕЛ        | 35.935 |
| 62    |        | Бешикташ     | 34.920 |
| 63    |        | Леванте      | 34.142 |
| 64    |        | БАТЕ Борисов | 34.000 |

Последна актуализация: 21 август 2016

### IFFHS Световна класация
| Място | Страна | Отбор             | Точки  |
| ----- | ------ | ----------------- | ------ |
| 61    |        | Спарта (Прага)    | 153,00 |
| 62    |        | Атлетико Насионал | 152,50 |
| 63    |        | БАТЕ Борисов      | 152,00 |
| 64    |        | АПОЕЛ             | 149,50 |
| 65    |        | Слован Либерец    | 149,00 |
| 66    |        | Астана            | 146,00 |
| 66    |        | Клуб Америка      | 146,00 |

Последна актуализация: 13 януари 2015

## Спонсори
- Официален спносор на фланелките – Pari-Match
- Официален спносор на гърба на фланелките – 3CX
- Официален проиводител на спортни облекла – Nike
- Официален спонсор на комуникациите – Cytavision

### Други спонсори
- 4motion
- bwin
- Aprilia
- GCC Computers Ltd.
- SGC
- CYFAST
- Dodge
- Pokka
- NetQuest
- Interwetten
- Chrysler
- KPMG

## Български футболисти
- Румянчо Горанов: 1982/89
- Захари Сираков: 2002 - (5 мача - 0 гола)
- Живко Миланов: 2016/19 - (19 мача - 0 гола)
- Георги Костадинов: 2022/25  (66 мача - 4 гола)

## Български треньори
- Христо Бонев (1995 – 1996)

## Известни бивши играчи
Кипър
- Мариос Агатоклеус (2001 – 2003)
- Такис Антониу (1972 – 1986)
- Аристос Аристоклеус (1990 – 2001)
- Закариас Хараламбус (2001 – 2005)
- Андреас Христодулу (1966 – 1970)
- Георгиос Христодулу (1995 – 2002)
- Костас Коста (1989 – 1999)
- Костас Фасулиотис (1990 – 2000)
- Антрос Петридис (1984 – 2000)
- Деметрис Даскалакис (2000 – 2008)
- Ставрос Георгиу (2002 – 2007)
- Лукас Хаджилукас (1987 – 2000)
- Янос Йоану (1981 – 2000)
- Никакис Канцилиерис (1961 – 1972)
- Константинос Макридес (2004 – 2008)
- Костас Малекос (2001 – 2005)
- Ангелос Мисос (1999 – 2001)
- Мариос Неофиту (2004 – 2007)
- Стелиос Окаридес (1997 – 98, 2001 – 07)
- Никодимос Папавасилиу (2002 – 2003)
- Никос Панциарис (1972 – 1987)
- Кулис Панциарис (1976 – 1992)
- Жианакис Сампсон (2005 – 2007)
- Андрос Сотириу (1986 – 98, 2001)
- Андреас Стиляну (1963 – 1978)
- Диомидис Симеонидис (1926 – 1929, 1934 – 1935)
- Ясумис Ясуми (1998 – 2001)

Албания
- Алтин Хаджи (2007 – 2010)

Аржентина
- Естебан Солари (2005 – 2007)

Армения
- Ромик Хачатрян (2002 – 2003)

Австралия
- Пол Окън (2005 – 2006)

Австрия
- Алфред Хортнагл (1997)
- Кристоф Вестерхалер (1997)

Бразилия
- Вридиано Марсело (1998 – 2000)
- Емерсон (2007)
- Зе Карлос (2007 – 2008)

Колумбия
- Хамилтън Рикард (2004 – 2005)

Коста Рика
- Роналд Гомес (2006 – 2007)

Хърватия
- Ардиан Кознику (1997)

Чехия
- Томас Вотава (2003 – 2004)

Франция
- Джонатан Техуе (2005 – 2006)
- Барк Сегири (2006 – 2009)

Англия
- Крис Барт-Уилямс (2004 – 2005)
- Дейв Есър (1982 – 1983)
- Дийн Гордън (2005)
- Тери МакДермът (1985 – 1987)
- Иън Муурс (1983 – 1988)
- Гари Оуен (1988 – 1989)

Гърция
- Спирос Марангос (2000 – 2002)
- Маринос Узунидис (2001 – 2003)
- Илияс Солакис (2001 – 2002)
- Александрос Какламанос (2005 – 2006)
- Михалис Капсис (2006 – 2008)
- Никос Махлас (2006 – 2008)

Унгария
- Йозеф Киприч (1995 – 1997)
- Калман Ковачс (1995 – 1996)
- Истван Козма (1995 – 1997)
- Барнабас Ципановичс (2002 – 2003)

Македония
- Горан Лазаревски (2000 – 2001)
- Милан Стояновски (2004 – 2005)
- Ян Николовски (2007 – 2008)

Мароко
- Мохамед Шаук (1999 – 2000)

Португалия
- Рикардо Фернандес (2005 – 2008)
- Даниел Кенеди (2005 – 2006)

Холандия
- Джон ван Лоен (1998)

Нигерия
- Микаел Обику (2000 – 2001)
- Патрик Огунсото (2001 – 2002)
- Бенджамин Онвуачи (2008 – 2009)

Северна Ирландия
- Томи Касиди (1983 – 1985)

Полша
- Войчиеч Ковалчик (2003 – 2004)

Румъния
- Даниел Флореа (2006 – 2009)

Сърбия
- Драгиша Бинич (1993 – 1994)
- Синиша Гогич (1989 – 1993, 2000 – 2002)
- Светозар Сапурич (1989 – 1993, 1995 – 1996)

Словакия
- Бранислав Резото (2004 – 2005)

Словения
- Алфред Джермейнс (1996 – 1997)
- Миран Павлин (2004 – 2005)

Того
- Жан-Пол Абало (2005 – 2006)

Тунис
- Тижани Белаид (2011 – 2012)

## Треньори
Последна актуализация: 21 август 2016

- 1931 – 1933  Антон Жан
- 1933 – 1951  Йосеф Кюнсцлер
- 1951 – 1952  Памбос Авраамидес
- 1952 – 1953  Бела Гутман
- 1953 – 1954  Памбос Авраамидес
- 1954 – 1955  Шварц
- 1955 – 1956  Ханц
- 1956 – 1958  Костас Талианос
- 1958 – 1959  Такис Цигис
- 1959 – 1961  Вагелис Хумис
- 1961 – 1962  Андреас Лазаридис
- 1962 – 1963  Джеси Карвър
- 1963 – 1964  Нийл Франклин
- 1964 – 1965  Костас Талианос
- 1965 – 1966  Гюла Сенглер
- 1966 – 1967  Лажос Зендроди
- 1967  Лигургос Аронитдис
- 1967 – 1969  Памбос Авраамидес
- 1969 – 1970  Джеси Карвър
- 1970 – 1971  Андреас Лазаридис
- 1971 – 1972  Рей Ууд
- 1972 – 1974  Панос Маркович
- 1974 – 1975  Андреас Лазаридис
- 1975 – 1975  Панос Маркович
- 1975 – 1976  Андреас Лазаридис
- 1976 – 1977  Савас Партакис
- 1977 – 1978  Кийт Спърджън
- 1978 – 1981  Андреас Лазаридис
- 1981 – 1983  Майк Фъргюсън
- 1983 – 1985  Панос Маркович
- 1985 – 1989  Томи Касиди
- 1989 – 1990  Йоанис Мацуракис
- 1990 – 1991  Станко Поклепович
- 1991 – 1993  Ячек Гмоч
- 1993 – 1994  Такис Антониу
- 1994 – 1995  Йоанис Мацуракис
- 1995 – 1996  Христо Бонев
- 1996  Светозар Шапурич
- 1997  Ячек Гмоч
- 1997  Никос Алефантос
- 1997 – 1998  Курт Яра
- 1998  Андреас Мускалис
- 1998  Костас Георгиу
- 1998 – 1999  Георгиос Парасхос
- 1999  Слободан Вучекович
- 1999 – 2000  Андреас Михайлидис
- 2000  Светозар Шапурич
- 2000  Маркос Марку
- 2000 – 2001  Майк Уокър
- 2001 – 2002   Юджийн Жерардс
- 2002 – 2003  Такис Лемонис
- 2003  Душан Ухрин
- 2003 – 2005  Иван Йованович
- 2005  Лукас Хаджилукас
- 2005  Вернер Лоран
- 2005  Мариос Константину
- 2005 – 2006  Йерзи Енгел
- 2006 – 2008  Маринос Узунидис
- 2008 – 2013   Иван Йованович
- 2013  Пауло Серхио
- 2013 – 2015  Йоргос Донис
- 2015  Торстен Финк
- 2015  Домингош Пасиенса
- 2015 – 2016  Темури Кецбая
- 2016–сега  Томас Кристиансен

## Президенти
- Президенти[40]:

- 1926 – 1958 – Йоргос Пулиас
- 1958 – 1967 – Ефтиволос Антулис
- 1967 – 1968 – Михалакис Триантафилидис
- 1968 – 1969 – Такис Скарпарис
- 1969 – 1971 – Константинос Лукос
- 1971 – 1974 – Михалакис Зиванарис
- 1974 – 1975 – Кикис Лазаридис
- 1975 – 1983 – Яковос Филипу
- 1983 – 1988 – Михалакис Зиванарис
- 1988 – 1991 – Андреас Папаелинас
- 1991 – 1992 – Кикос Фотиадес
- 1992 – 1994 – Майк Йоанидис
- 1994 – 1996 – Христос Триантафилидис
- 1996 – 1999 – Ураниос Йоанидис
- 1999 – 2000 – Динос Палмас
- 2002 – 2004 – Динос Фисенцидис
- 2004 – 2007 – Янос Йоану
- 2007 – 2008 – Костас Шизас
- 2008 – 2009 – Христодулос Елинас
- 2009 – 2011 – Продромос Петридис
- 2011 – 2012 – Арис Василопулос
- 2012 – 2014 – Христофорос Потамитис
- 2014–сега – Мариос Хараламбос

- Председатели[41]:

- 1997 – 1998 – Майк Йоанидис
- 1998 – 2000 – Христос Триантафилидис
- 2000 – 2001 – Харис Папанастасиу
- 2001 – 2006 – Продромос Петридис
- 2006 – 2008 – Кирякос Зиванарис
- 2008 – 2013 – Фивос Еротокриту
- 2013–сега – Продромос Петридис